# Robin Russell
Robin Russell est un monteur américain.

## Filmographie
- 1990 : Une maison de fous (Maniac Mansion) (série TV)
- 1994 : Killer
- 1995 : Décompte infernal (The Final Cut)
- 1995 : The Possession of Michael D. (TV)
- 1996 : Underworld (en)
- 1997 : Les Sourdoués (Masterminds)
- 1998 : Big Hit (The Big Hit) de Kirk Wong
- 1998 : Parrain malgré lui (Hoods)
- 2000 : Battlefield Earth - Terre champ de bataille (Battlefield Earth: A Saga of the Year 3000)
- 2000 : Freedom ("Freedom") (série TV)
- 2002 : The Scream Team (TV)
- 2004 : A Friend of the Family (TV)
- 2004 : Crimes of Fashion (TV)
- 2004 : Paparazzi : Objectif chasse à l'homme (Paprarazzi)
- 2004 : Voices of Iraq
- 2004 : Bandido
- 2005 : Runt
- 2005 : Des amours de sœurcières (Twitches) (TV)
- 2006 : L'Initiation de Sarah (TV)
- 2007 : Des amours de sœurcières 2 (Twitches Too) (TV)
- 2007 : Wraiths of Roanoke (TV)
- 2008 : Picture This (TV)
- 2008 : Wargames: The Dead Code (vidéo)

## Distinctions
- Nomination au Prix Gemini du meilleur monteur en 1996 pour The Possession of Michael D.